# (31741) 1999 JG78
1999 JG78 (asteroide 31741) é um asteroide da cintura principal. Possui uma excentricidade de 0.20288600 e uma inclinação de 14.51423º.
Este asteroide foi descoberto no dia 13 de maio de 1999 por LINEAR em Socorro.